# Saint-Sylvestre (Ardèche)
Saint-Sylvestre é uma comuna francesa na região administrativa de Auvérnia-Ródano-Alpes, no departamento de Ardèche. Estende-se por uma área de 15,16 km². Em 2010 a comuna tinha 516 habitantes (densidade: 34 hab./km²).